# Incubo (film)
Incubo è un film thriller statunitense diretto da Tim Whelan.

## Trama
Il testimone di un omicidio tenta di convincere senza risultato la polizia che l'assassino si trova nell'appartamento di fronte al suo. Più tardi si renderà conto che proprio lui è la prossima vittima designata.